# NXT TakeOver: Phoenix
NXT TakeOver: Phoenix est une manifestation de catch (lutte professionnelle) produite par la World Wrestling Entertainment, une fédération de catch américaine, qui est diffusée sur le WWE Network et visible uniquement en streaming payant sur ce même site. Cet évènement met en avant les membres de NXT, le club-école de la WWE. L'évènement s'est déroulé le 26 janvier 2019 au Footprint Center à Phoenix, en Arizona. Il s'agit du vingt-quatrième événement de NXT TakeOver.

## Contexte
Les spectacles de la World Wrestling Entertainment (WWE) sont constitués de matchs aux résultats prédéterminés par les scénaristes de la WWE. Ces rencontres sont justifiées par des storylines – une rivalité avec un catcheur, la plupart du temps – ou par des qualifications survenues dans les shows de la WWE telles que Raw, SmackDown et NXT. Tous les catcheurs possèdent une gimmick, c'est-à-dire qu'ils incarnent un personnage gentil (Face) ou méchant (Heel), qui évolue au fil des rencontres. Un événement comme Phoenix est donc un événement tournant pour les différentes storylines en cours,.

## Tableau des matchs
| Ordre par numéros                                                                         | Résultat                                                                                       | Stipulation(s)                                       | Temps |
| ----------------------------------------------------------------------------------------- | ---------------------------------------------------------------------------------------------- | ---------------------------------------------------- | ----- |
| 1                                                                                         | War Raiders (Hanson et Rowe) battent The Undisputed Era (Kyle O'Reilly et Roderick Strong) (c) | Tag Team match pour les NXT Tag Team Championship    | 16:57 |
| 2                                                                                         | Matt Riddle bat Kassius Ohno par soumission                                                    | Grudge match                                         | 9:17  |
| 3                                                                                         | Johnny Gargano bat Ricochet (c)                                                                | Match simple pour le NXT North American Championship | 23:34 |
| 4                                                                                         | Shayna Baszler (c) bat Bianca Belair par soumission                                            | Match simple pour le NXT Women's Championship        | 15:26 |
| 5                                                                                         | Tommaso Ciampa (c) bat Aleister Black                                                          | Match simple pour le NXT Championship                | 26:30 |
| La lettre C placée entre parenthèses désigne la personne ou l’équipe championne en titre. |                                                                                                |                                                      |       |